# Johann Eustachius Goldhagen
Johann Eustachius Goldhagen (* 1701 in Nordhausen; † 7. Oktober 1772 in Magdeburg) war ein deutscher Lehrer, Schulleiter und Altphilologe.

## Leben
Er war Gymnasialdirektor in Nordhausen (wo seine Schrift Kurze Vorstellung von dem Nutzen der Schulbibliotheken den Ausbau der Gymnasialbibliothek bezweckte) und von 1753 bis 1772 Rektor der Domschule zu Magdeburg.
Durch seine Übersetzungen von Herodot (Neun Bücher der Geschichte), Xenophon (Geschichte und Lobrede auf den Agesilaus), Pausanias (Reisebeschreibung von Griechenland) sowie eine Anthologie von griechischen und römischen Texten in deutschen Übersetzungen erwarb er sich ein Ansehen. Seine Herodot-Übersetzung gab Hanns Floerke 1911 in Überarbeitung heraus.
Von seinen Söhnen wurde Johann Friedrich Gottlieb Goldhagen (1742–1788) Professor der Medizin und der Naturgeschichte an der Universität Halle und Heinrich Philipp Goldhagen (1746–1826) Jurist und preußischer Kriminaldirektor.

## Veröffentlichungen
- Kurze Nachricht von der gegenwärtigen Einrichtung der Lectionen in dem Gymnasio der Rst. Nordhausen. Cöler, Nordhausen 1745
- Kurze Vorstellung von dem Nutzen der Schulbibliotheken. Nordhausen 1747
- Die Weisheit und Güte Gottes in dem Regen, auch bei einer nassen Witterung. Nordhausen, 1752
- Sendschreiben an die Herren Verfasser der freyen Urtheile und unparteiischen Nachrichten in Hamburg, zu seiner Vertheidigung gegen eine harte Beurtheilung des Herrn Professors Gottsched in Leipzig abgefasset von Johann Eustachius Goldhagen. Magdeburg 1754
- Des Herodotus neun Bücher der Geschichte, aus dem Griechischen übersetzt und mit einem Register, in welchem einige nöthige Erläuterungen mit eingeschaltet sind, versehen von Johann Eustachius Goldhagen, Rector der Domschule zu Magdeburg. Mit Kön. Pphln. und Churfürstl. Lemgo, in der Buchhandlung 1756
- Griechische und römische Anthologie in deutschen Übersetzungen, mit Anmerkungen erläutert. 3 Bände. Brandenburg, J.W. u. J.S. Halle, 1768
- Pausanias. Ausführliche Reisebeschreibung von Griechenland, aus dem Griechischen übersetzt und mit Anmerkungen erläutert von Johann Eustachius Goldhagen. Zweyte verbesserte Ausgabe. 4 Teile in 2 Bänden. C. G. Schöne, Berlin 1798–99.